# Thematischer Auffassungstest
Der Thematische Auffassungstest (auch: Thematischer Apperzeptionstest), in der Fachliteratur TAT abgekürzt, ist ein 1935 von Henry A. Murray und Christiana D. Morgan entwickelter projektiver Test, der als Persönlichkeitstest oder, in der Motivationspsychologie, zur Messung von Motiven eingesetzt wird.
Inzwischen gibt es einige neuere Abwandlungen, in denen sowohl andere Bilder verwendet werden als auch jeweils spezielle Auswertungsverfahren. Weiterentwicklungen erfolgen unter anderem von:
- McClelland (Picture-Story-Exercise PSE)
- Moulton (1958)
- Heckhausen (1963)

Im deutschen Sprachraum wurde der TAT durch das von Wilhelm Revers herausgegebene Handbuch bekannt gemacht. Umfangreiche empirische Befunde und eine neue Version des TAT werden von Revers und Allesch (TGT-(S) 1985) vorgestellt. Weiters wurde der operante Multi-Motiv-Test Osnabrück entwickelt.
Weitere Operationalisierungsversuche sind:
- SCORs (Social Cognition and Object Relations Scale) von Westen (1991)[1]
- SCORS-Q (Verfahren mit Q-Sort für projektive Geschichten) von Westen (1995)[2]

## Testmaterial

### Testmaterial von Henry A. Murray
In dem von der Psychoanalyse inspirierten psychodiagnostischen Verfahren legt man dem Probanden schwarz/weiße Bildtafeln vor, die überwiegend Menschen in alltäglichen Situationen zeigen. Es sind insgesamt 31 Karten, von denen maximal 20 in 2 Sitzungen vorgelegt werden. Auf der Rückseite sind die Karten in der zu präsentierenden Reihenfolge nummeriert. Manche tragen zusätzlich Buchstaben, die angeben, für welche Personengruppe sie bestimmt sind. Es gibt dabei folgende Gruppen:
- B-(Boys), d. h. Jungen
- G-(Girls), d. h. Mädchen
- M-(Males), d. h. Männer über 14 Jahre
- F-(Females), d. h. Frauen über 14 Jahre

Somit werden dem Probanden von den verbleibenden 20 Tafeln in der ersten Sitzung 10 gezeigt. In der zweiten Sitzung die restlichen 10, wobei diese, wie Murray (1943) schreibt, absichtlich ungewöhnlicher, dramatischer und bizarrer seien. Außerdem ist Tafel 16 vollständig weiß.

### Neueres Testmaterial
In einer mittlerweile gängigen Abwandlung werden nur die ersten 10 Tafeln und die Tafel Nr. 16 (weiß) gezeigt. Je nach Fragestellung werden einzelne Tafeln der zweiten Halbserie dazugenommen. Die Auswahl hängt von der thematischen Valenz ab.

## Testung
Laut Murray (1943) soll man in der ersten Sitzung den Probanden auffordern, zu jeder der 10 Tafeln, die man ihm nacheinander zeigt, eine Geschichte zu erzählen, so dramatisch, wie er kann. Er soll dabei folgendes erzählen:
- Was führte zu der gezeigten Situation?
- Was geschieht gerade?
- Was fühlen und denken die Personen?
- Wie ist der Ausgang der Geschichte?

Für die 10 Tafeln seien 50 Minuten Zeit. Man habe also für jedes Bild etwa 5 Minuten.
In einer zweiten Sitzung soll der Proband, wie in der ersten Sitzung, zu weiteren 10 Tafeln Geschichten erzählen. Die Instruktion kann dabei etwas kürzer sein. Allerdings soll dem Probanden bei der ersten Sitzung nicht erzählt werden, dass er in der zweiten wieder Geschichten erzählen soll, da er sonst vielleicht Geschichten aus Büchern oder Filmen sammelt. Zwischen erster und zweiter Sitzung sollte mindestens ein Tag liegen.
Zusätzlich soll noch ein anschließendes Interview geführt werden, um den zur Interpretation wichtigen biografischen Hintergrund zu den Geschichten kennenzulernen. Dieses Interview könne sofort im Anschluss geführt werden oder um wenige Tage aufgeschoben werden.

## Auswertung

### Auswertung nach Henry A. Murray
Aus den Inhalten der Geschichten schließt der Untersucher auf das innere Erleben und die persönliche Wahrnehmung des Probanden zurück. Die Auswertung erfolgt entweder über einen Auszählungsmechanismus nach relativ objektiven Kriterien – auch EDV-gestützt – oder durch eine intuitiv-ganzheitliche Betrachtung.
Im Manual des Tests von Murray (1943) macht der Autor Vorschläge für die Auswertung jeder einzelnen Geschichte:
1. Feststellen, wer der literarische Held der Geschichte ist.
2. Feststellen, welche Motive, Bestrebungen und Gefühle der Held hat, sprich „needs“.
3. Feststellen, welchen Einfluss die Umwelt des Helden hat, sprich „presses“.
4. Feststellen, welchen Ausgang die Geschichte hat.
5. Feststellen, welches Thema die „need“-„press“-Kombination in Verbindung mit dem Ausgang bildet.
6. Feststellen, welche Interessen und Gefühle der Erzähler damit ausdrückt.

Wichtig für die Auswertung sei auch, die biografischen Daten, die im anschließenden Interview gesammelt wurden, mit einzubeziehen.

### Neuere Auswertungsverfahren
In den 80er Jahren wurde an dem Psychologischen Institut II der Universität Köln ein anderes, beschreibungsnahes Auswertungsschema entwickelt. Werner Seifert entwickelte ein Auswertungsschema, das folgende vier Parameter enthält:
1. Klagen: Welches Problem wird in der Geschichte beschrieben?
2. Gelebte Methoden: Welche Taktik/Strategie („Methode“) wird in der Geschichte deutlich?
3. Konstruktionsproblem: Die Rekonstruktion des seelischen Prinzips hinter der Geschichte, z. B. Ambivalenz, Loswerden von alten Regeln etc.
4. Konkretes Handeln: Enthält die Geschichte überhaupt konkretes Tun, womöglich Lösungen?

Durch die tabellarische Protokollierung erhält man einen Überblick über charakteristische Lebens- und Bewältigungsmuster des Probanden.

## Testgütekriterien
Da die klassische Version des TAT nach Henry A. Murray keine Zahlen produziert, sprich keine Messung ist, lassen sich hierfür keine Testgütekriterien berechnen. Alle Zahlen über Testgütekriterien beziehen sich deswegen auf verschiedene später entwickelte Verfahren, die versuchen, die sprachlichen Aussagen in Zahlen zu verwandeln. Zum Teil basieren diese Verfahren sogar auf Verfahren, die andere Bilder verwenden oder andere inhaltliche Konstrukte erfassen.

### Reliabilität
Murray schreibt außerdem:
„Seeing that the TAT responses reflect the fleeting mood as well as the present life situation of the subject, we should not expect the repeat reliability of the test to be high, even though the bulk of the content objectifies tendencies and traits that are relatively constant. Data on this point are lacking.“
Wenn, wie Murray schreibt, der TAT ein Konstrukt erfasst, das sich über die Zeit stark verändert, ist damit klar, dass die Retest-Reliabilität gering sein muss, wenn er dieses Konstrukt valide erfasst. Neuere Ergebnisse (vgl. Schultheiss & Pang, 2005) belegen hingegen, dass die durch den TAT/PSE erfassten Motive sogar über Jahrzehnte hinweg ausreichend stabil sind. Das Problem der Retest-Reliabilität mag somit insbesondere durch Variationen der Instruktion eine möglichst kreative Geschichte zu erfinden zustande kommen (Lundy, 1986).
Weiter könnte die geringe Retest-Reliabilität darauf beruhen, dass den Teilnehmern aufgetragen werde, fantasievolle, originelle Geschichten zu erfinden. Folge-Testungen dürften deshalb zwangsläufig kaum Übereinstimmung liefern. Gestützt wird diese These dadurch, dass die Retest-Reliabilität steigt, sobald man die Probanden darauf hinweist, dass sie bei der zweiten Testung ähnliche Geschichten erzählen dürfen wie bei der ersten Teilnahme (Winter 1996).
Die geringe interne Konsistenz wird auf zwei Ursachen zurückgeführt:
- Motivationale Prozesse zeigen eine sequentielle Dynamik, d. h. Bedürfnisse lassen für einige Zeit nach, nachdem sie befriedigt wurden. Die Wahrscheinlichkeit dafür, dass ein Proband eine leistungsbezogene Geschichte schreibt, ist geringer, wenn er gerade eine solche geschrieben hat.
- Kognitive Prozesse zeigen eine generelle Tendenz, Wiederholungen zu vermeiden (negativer Rezenzeffekt, bekannt aus der Gedächtnis- und Aufmerksamkeitsforschung)

Das Hauptproblem der Reliabilität stellt allerdings die interne Konsistenz dar: Sie liegt meist in einem unakzeptablen sogar negativen Bereich und verhält sich invers der Validität (Reumann, 1982). Eine mögliche Erklärung für diesen Befund mag sein, dass der TAT implizite Motive, somit triebäquivalente Konstrukte misst. Wird beispielsweise im ersten Bild ein Motiv stark angeregt, so fällt dieses Motiv im zweiten Bild niedriger aus (Atkinson & Birch, 1970). Dieses Problem der Reliabilitätsmessung beschäftigt die psychometrische Forschung seit Jahren. Beispielsweise versuchten Blankenship u. a. (2006) dieses Problem zu lösen, indem sie die Reliabilität mit Hilfe des Raschmodells berechneten. Diese Herangehensweise wird allerdings inhaltlich den theoretischen Grundlagen des TAT nicht gerecht. Lang (2014) fasste in der Fachzeitschrift Psychological Review die Lösungsversuche unterschiedlicher Forscher für dieses Problem zusammen und kam zu dem Fazit, dass der derzeit einzige fruchtbare Ansatz die Methode von Gruber und Kreuzpointner (2013) ist, die als Grundlage der Reliabilitätsmessung nicht die Bildwerte, sondern die über die Kategorien ermittelten Kennwerte verwenden. Der TAT erzielt so für die interne Konsistenz Werte von .79 (Furcht vor Misserfolg) und .84 (Hoffen auf Erfolg), was für einen Persönlichkeitstest als zufriedenstellend betrachtet werden kann.

### Validität
Allgemein beziehen sich die Kritikpunkte zum TAT vor allem auf das Gütekriterium der Reliabilität. Daraus werden z. T. Schlussfolgerungen gezogen, dass das Verfahren auch wenig valide sei. Gegen diese Kritik wird angeführt, dass jene Testgütekriterien zur Validitätseinschätzung des TAT nicht geeignet seien.
In der empirischen Forschung hat sich der TAT über Jahrzehnte bewährt. Innerhalb von Testbatterien werden die durch das Verfahren gewonnenen Erkenntnisse in der Regel durch die anderen Tests bestätigt und gestützt. Auch Guido Breidebach (2012) konnte in seiner Dissertation „Bildungsbenachteiligung: Warum die einen nicht können und die anderen nicht wollen“ die Validität des Verfahrens bei Berufsschülern bestätigen.